# سرطانة
السرطانة أو ورم سرطاني أو ورم الأنسجة الطلائية (بالإنجليزية: Carcinoma) هو مصطلح طبي يشير إلى ورم خبيث وغازي والتي تتكون من الخلايا الظهارية متحولة. بدلا من ذلك، فإنه يشير إلى وجود ورم خبيث يتألف من خلايا تتحول من تكون الأنسجة غير معروف، ولكن تمتلك خصائص محددة جزيئية أو نسيجية ترتبط مع الخلايا الظهارية، مثل إنتاج كيراتينات خلوية أو الجسور بين الخلايا.
تعتبر السرطانة اللّابدة نوع من السرطانة الموضعية التي لم تغزو الغشاء القاعدي للنسيج الطلائي بعد، لذا فتعتبر السرطانة اللّابِدة سرطانة ما قبل الغزو. في معظم الحالات سوف تتحول السرطانة اللابدة إلى سرطان خبيث وتغزو الغشاء القاعدي مرسله بذالك نقائل سرطانية إلى أماكن أخرى من الجسم ما لم تُزال بالكامل عن طريق الاستئصال جراحي. في بعض الحالات يمكن للسرطانة اللابدة الاختفاء إذا ما ازيل المحفز الأصلي للسرطان، ومن الأمثلة على ذالك التخلص من فيروس الورم الحليمي البشري الذي يسبب السرطانة اللابدة في عنق الرحم.

## اقرأ أيضًا
- غرن
- سرطان
- سرطانة مفترزة نقية في الثدي